# Torneo de Tampico 2024
El Abierto Tampico 2024 fue un torneo de tenis profesional jugado en canchas duras al aire libre. Se trató de la 8.ª edición del torneo que formó parte de los Torneos WTA 125s en 2024. Se llevó a cabo en Tampico, México, entre el 21 de octubre al 27 de octubre de 2024.

## Cabezas de serie

### Individuales
| Tenista          | Ranking | Preclasificada |
| Nuria Párrizas   | 82      | 1              |
| Jule Niemeier    | 83      | 2              |
| María Carlé      | 88      | 3              |
| Tatjana Maria    | 94      | 4              |
| Anna Blinkova    | 99      | 5              |
| Sara Sorribes    | 104     | 6              |
| Robin Montgomery | 107     | 7              |
| Maya Joint       | 109     | 8              |

- Ranking del 14 de octubre de 2024.

### Dobles
| Tenista                               | Ranking | Preclasificada |
| Oksana Kalashnikova Iryna Shymanovich | 171     | 1              |
| Anna Blinkova Anastasia Tikhonova     | 223     | 2              |
| Quinn Gleason Ingrid Martins          | 239     | 3              |
| María Carlé Eva Vedder                | 297     | 4              |

## Campeonas

### Individuales femeninos
Marina Stakusic venció a  Anna Blinkova por 6–4, 2–6, 6–4

### Dobles femenino
Carmen Corley /  Rebecca Marino vencieron a  Alina Korneeva /  Polina Kudermetova por 6–3, 6–3